# Ichiji Ōtani
Ichiji Ōtani (大谷 一二?, Ōtani Ichiji; Prefettura di Hyōgo, 31 agosto 1912 – 23 novembre 2007) è stato un calciatore giapponese, di ruolo attaccante.